# 拟荨麻科

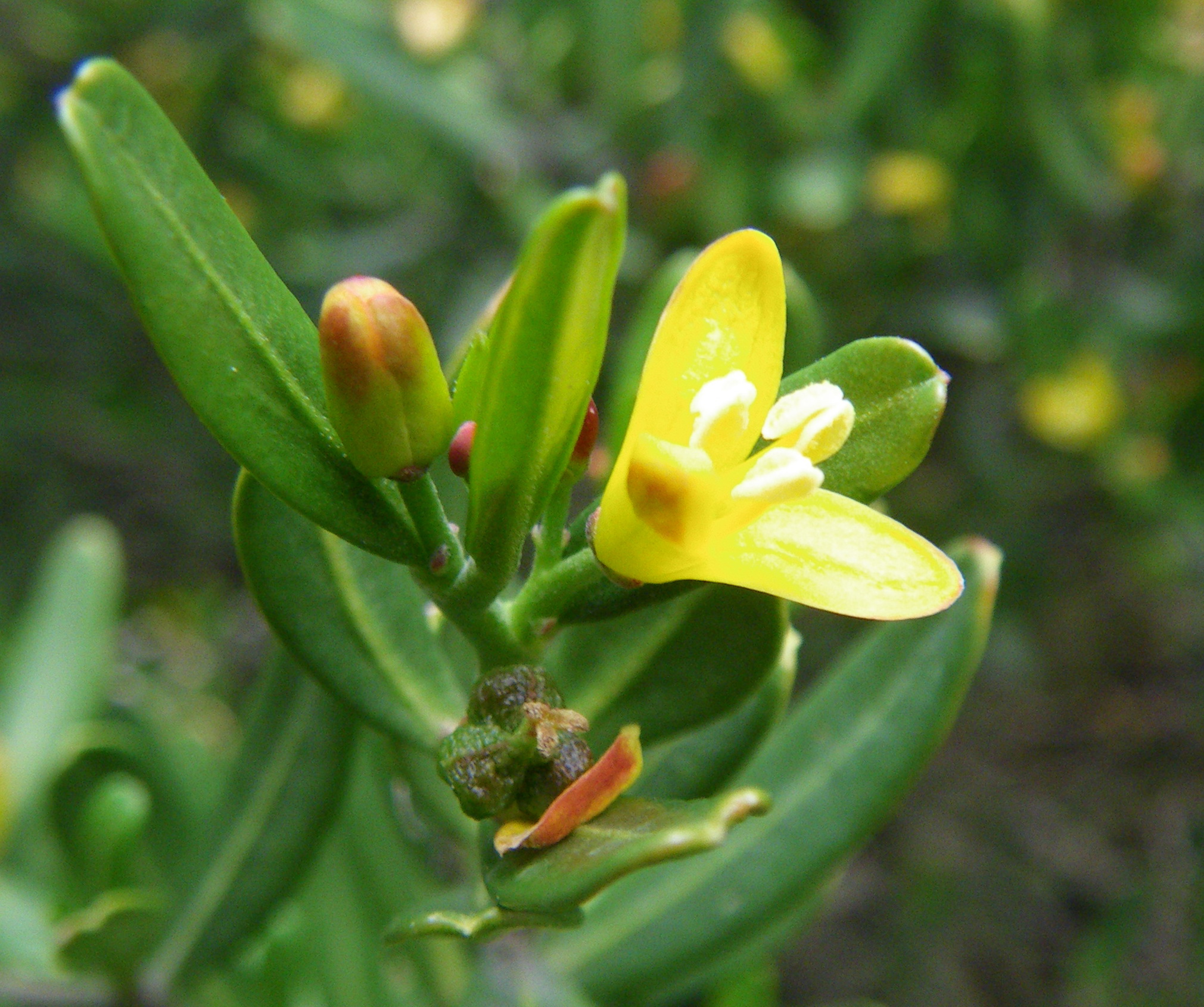

拟荨麻科(Cneoraceae),也叫“叶柄花科”為植物界之一植物科。該植物於植物分類表上，歸於被子植物門（Angiospermae）雙子葉植物綱（Magnoliopsida）無患子目(Sapindales) 